# Paul Chocque
Paul Chocque, né le 14 juillet 1910 à Meudon et mort le 4 septembre 1949 dans le 15e arrondissement de Paris, est un ancien coureur cycliste français des années 1930-40.

## Biographie

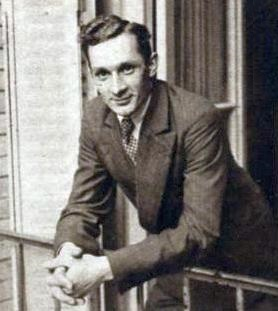
Paul Chocque en novembre 1933.

Il est le fils de Marius Chocque (1878-1947),  ingénieur des Arts et Métiers et coureur cycliste.
Professionnel de 1933 à 1949, date à laquelle il se tue lors d'une course au Parc des Princes, il a notamment remporté deux étapes du Tour de France 1937. Il se marie en octobre 1937.
Il a également été couronné à deux reprises champion de France de cyclo-cross en 1936 et 1938.
Il meurt des suites d'une chute consécutive à l'éclatement d'un boyau en plein virage au Parc des Princes.
Il est inhumé au cimetière municipal de Lons-le-Saunier.

## Palmarès sur route

### Par année
- 1928
  - 2e de Paris-Orléans
  - 3e de Paris-Le Mans
  - 3e du Critérium des Comingmen
- 1929
  - 2e de Paris-Évreux
- 1930
  - Paris-Évreux
  - Paris-Le Mans
- 1931
  - Berne-Genève
  - 2e de Paris-Briare
  - 2e de Paris-Orléans
- 1932
  - 2e de Paris-Rouen
  -  Médaillé d'argent aux JO de 1932 (Poursuite par équipes)
  -  Médaillé de bronze du championnats du monde sur route amateurs
  - 10e de la course en ligne aux Jeux olympiques
- 1933
  - Circuit de Paris
  - Circuit des Deux-Sèvres
  - GP Wolber indépendants :
    - Classement général
    - 3e étape

  - 3e du Circuit de Champagne
- 1934
  - 3e de Paris-Angers

- 1936
  - Bordeaux-Paris
  - Critérium national
- 1937

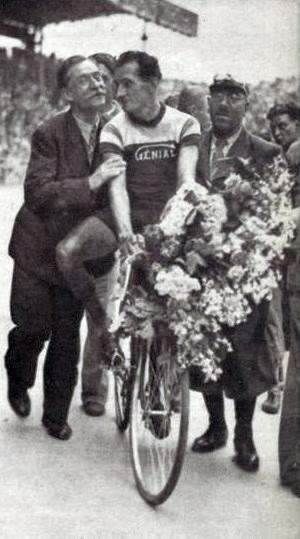
Paul Chocque vainqueur de Bordeaux-Paris, en juin 1936.

  - 16e et 18eb étapes du Tour de France
  - 2e du Critérium des As
  - 4e de Paris-Tours
  - 7e du Tour de France
- 1939
  - 4e étape du Circuit de l'Ouest
- 1940
  - 2e du GP L'Auto

### Résultats sur le Tour de France
2 participations 
- 1935 : 31e
- 1937 : 7e, vainqueur des 16e et 18eb étapes

## Palmarès sur piste

### Jeux olympiques
- Los Angeles 1932
  -  Médaillé d'argent de la poursuite par équipes (avec Henri Mouillefarine, René Le Grevès et Amédée Fournier)

### Championnats de France
- 1948
  - 3e du championnat de France de demi-fond

## Palmarès en cyclo-cross
- 1936
  -  Champion de France de cyclo-cross
- 1938
  -  Champion de France de cyclo-cross
  - 2e du championnat de Paris de cyclo-cross